# Denis Canuel
Denis Canuel (* 22. Oktober 1962 in Schefferville, Québec) ist ein kanadischer Bogenschütze.
Canuel, der für die Archers de Lasalle startete, nahm an den Olympischen Spielen 1988 in Seoul teil. Er belegte Platz 58 und wurde mit der Mannschaft 16.
Drei Mal vertrat Canuel Kanada bei den Weltmeisterschaften.